# Holorusia lieftincki
Holorusia lieftincki är en tvåvingeart som först beskrevs av Edwards 1932.  Holorusia lieftincki ingår i släktet Holorusia och familjen storharkrankar. Inga underarter finns listade i Catalogue of Life.